# Ictinus (cràter)

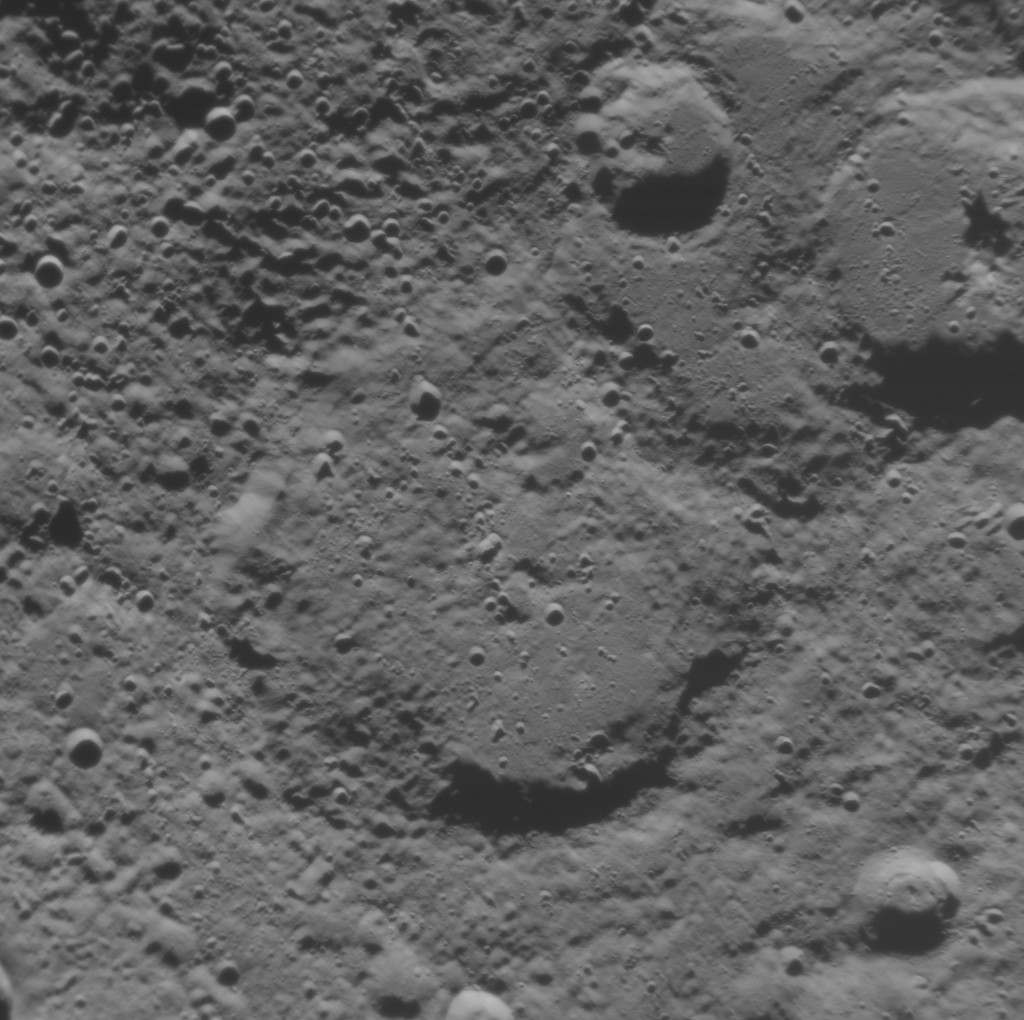
Cràter Ictinius al centre de la imatge. Fotografia feta des de la sonda espacial Messenger.

Ictinus és un cràter d'impacte en el planeta Mercuri de 58,03 km de diàmetre. Porta el nom de l'arquitecte de l'antiga Grècia Ictí (segle v aC), i el seu nom va ser aprovat per la Unió Astronòmica Internacional el 1976.